# Copa Argentina de Básquet 2008
La Copa Argentina de Básquet 2008 o tan solo Copa Argentina 2008 fue la séptima edición de este torneo oficial de pretemporada organizado por la Asociación de Clubes de Básquet. Contó con la participación de treinta equipos, dieciséis de la Liga Nacional de Básquet 2008-09 y dieciséis del Torneo Nacional de Ascenso 2008-09.
El campeón de esta edición fue Atenas.

## Equipos participantes
Liga Nacional de Básquet
| Equipo                                      | Ciudad              | Provincia           |
| ------------------------------------------- | ------------------- | ------------------- |
| Asociación Atlética Quimsa                  | Santiago del Estero | Santiago del Estero |
| Asociación Deportiva Atenas                 | Córdoba             | Córdoba             |
| Centro Juventud Sionista                    | Paraná              | Entre Ríos          |
| Club Atlético Boca Juniors                  | Buenos Aires        | —                   |
| Club Atlético Lanús                         | Lanús               | Buenos Aires        |
| Club Atlético Obras Sanitarias de la Nación | Buenos Aires        | —                   |
| Club Atlético Peñarol                       | Mar del Plata       | Buenos Aires        |
| Club Atlético Quilmes                       | Mar del Plata       | Buenos Aires        |
| El Nacional Monte Hermoso                   | Monte Hermoso       | Buenos Aires        |
| Club Gimnasia y Esgrima                     | Comodoro Rivadavia  | Chubut              |
| Club Sportivo Ben Hur                       | Rafaela             | Santa Fe            |
| Club Ciclista Olímpico                      | La Banda            | Santiago del Estero |
| Club Deportivo Libertad                     | Sunchales           | Santa Fe            |
| Club Estudiantes                            | Bahía Blanca        | Buenos Aires        |
| Club Atlético Independiente                 | Neuquén             | Neuquén             |
| Club de Regatas Corrientes                  | Corrientes          | Corrientes          |

Torneo Nacional de Ascenso
| Equipo                                           | Ciudad        | Provincia    |
| ------------------------------------------------ | ------------- | ------------ |
| Asociación Española Mutual, Cultural y Deportiva | Charata       | Chaco        |
| Asociación Italiana de Socorros Mutuos           | Charata       | Chaco        |
| Atlético Echagüe Club                            | Paraná        | Entre Ríos   |
| Club Atlético Alma Juniors                       | Esperanza     | Santa Fe     |
| Club Atlético Argentino                          | Junín         | Buenos Aires |
| Club Atlético Unión                              | Sunchales     | Santa Fe     |
| Club Atlético, Biblioteca y Mutual San Martín    | Marcos Juárez | Córdoba      |
| Club Belgrano                                    | San Nicolás   | Buenos Aires |
| Club Central Entrerriano                         | Gualeguaychú  | Entre Ríos   |
| Club Ciclista Juninense                          | Junín         | Buenos Aires |
| Club de Gimnasia y Esgrima La Plata              | La Plata      | Buenos Aires |
| Club La Unión                                    | Colón         | Corrientes   |
| Club San Martín                                  | Corrientes    | Corrientes   |
| Firmat Football Club                             | Firmat        | Santa Fe     |
| Institución Cultural y Deportiva Pedro Echagüe   | Buenos Aires  | —            |
| Oberá Tenis Club                                 | Oberá         | Misiones     |

## Formato de competencia
Primera fase
Los treinta y dos equipos se dividieron en ocho grupos de cuatro equipos cada uno, donde se enfrentaron entre sí a partidos de ida y vuelta. El criterio que se utilizó para la separación fue la cercanía geográfica. Esta primera instancia se llevó a cabo entre el 29 de agosto y el 11 de septiembre.
Los primeros de cada grupo avanzaron a la siguiente fase.
Segunda fase
Los ocho participantes se agruparon en llaves de dos equipos cada una, donde se enfrentaron al mejor de tres partidos. Los cuatro ganadores clasificaron al cuadrangular final.
Cuadrangular final
El cuadrangular final se disputó todos contra todos en tres días, entre el 25 y 27 de septiembre y en sede única, el Estadio Osvaldo Casanova en Bahía Blanca. El mejor equipo se consagró campeón.

## Primera fase

### Grupo 1
| Equipo            | Pts | PG | PP | TF  | TC  | Dif  |
| ----------------- | --- | -- | -- | --- | --- | ---- |
| Libertad          | 11  | 5  | 1  | 470 | 351 | +119 |
| Unión (Sunchales) | 10  | 4  | 2  | 445 | 463 | –18  |
| Alma Juniors      | 8   | 2  | 4  | 436 | 493 | –57  |
| Ben Hur           | 7   | 1  | 5  | 415 | 459 | –44  |

|  | Clasificado a la siguiente fase |

| Fecha            |              | Partido       | Partido | Partido      |              |
| ---------------- | ------------ | ------------- | ------- | ------------ | ------------ |
| 29 de agosto     | Ben Hur      | 60            | -       | 72           | Libertad     |
| 29 de agosto     | Unión (S)    | 73            | -       | 61           | Alma Juniors |
| 31 de agosto     | Alma Juniors | (70) (80) 103 | -       | 92 (70) (80) | Unión (S)    |
| 1 de septiembre  | Libertad     | 80            | -       | 46           | Ben Hur      |
| 3 de septiembre  | Ben Hur      | (68) 75       | -       | 79 (68)      | Unión (S)    |
| 3 de septiembre  | Libertad     | 88            | -       | 51           | Alma Juniors |
| 5 de septiembre  | Ben Hur      | 67            | -       | 72           | Alma Juniors |
| 5 de septiembre  | Libertad     | 82            | -       | 47           | Unión (S)    |
| 9 de septiembre  | Unión (S)    | 78            | -       | 75           | Ben Hur      |
| 9 de septiembre  | Alma Juniors | 71            | -       | 81           | Libertad     |
| 11 de septiembre | Unión (S)    | 76            | -       | 67           | Libertad     |
| 11 de septiembre | Alma Juniors | (67) 78       | -       | 92 (67)      | Ben Hur      |

### Grupo 2
| Equipo                     | Pts | PG | PP | TF  | TC  | Dif |
| -------------------------- | --- | -- | -- | --- | --- | --- |
| Atenas                     | 12  | 6  | 0  | 481 | 401 | +80 |
| San Martín (Marcos Juárez) | 10  | 4  | 2  | 465 | 449 | +16 |
| Sionista                   | 7   | 1  | 5  | 462 | 491 | –29 |
| Echagüe                    | 7   | 1  | 5  | 423 | 490 | –67 |

|  | Clasificado a la siguiente fase |

| Fecha            |                 | Partido | Partido | Partido |                 |
| ---------------- | --------------- | ------- | ------- | ------- | --------------- |
| 29 de agosto     | Atenas          | 76      | -       | 55      | Sionista        |
| 29 de agosto     | Echagüe         | 64      | -       | 76      | San Martín (MJ) |
| 31 de agosto     | Sionista        | 71      | -       | 72      | Atenas          |
| 31 de agosto     | San Martín (MJ) | 68      | -       | 62      | Echagüe         |
| 3 de septiembre  | Atenas          | 95      | -       | 61      | Echagüe         |
| 3 de septiembre  | Sionista        | 87      | -       | 96      | San Martín (MJ) |
| 5 de septiembre  | Atenas          | 80      | -       | 71      | San Martín (MJ) |
| 5 de septiembre  | Sionista        | 79      | -       | 72      | Echagüe         |
| 9 de septiembre  | San Martín (MJ) | 82      | -       | 78      | Sionista        |
| 9 de septiembre  | Echagüe         | 71      | -       | 80      | Atenas          |
| 11 de septiembre | Echagüe         | (84) 93 | -       | 92 (84) | Sionista        |
| 11 de septiembre | San Martín (MJ) | 72      | -       | 78      | Atenas          |

### Grupo 3
| Equipo              | Pts | PG | PP | TF  | TC  | Dif  |
| ------------------- | --- | -- | -- | --- | --- | ---- |
| Quimsa              | 12  | 6  | 0  | 546 | 421 | +125 |
| Ciclista Olímpico   | 9   | 3  | 3  | 525 | 478 | +47  |
| Asociación Española | 8   | 2  | 4  | 444 | 513 | –69  |
| Asociación Italiana | 7   | 1  | 5  | 479 | 554 | –75  |

|  | Clasificado a la siguiente fase |

| Fecha            |                     | Partido | Partido | Partido |                     |
| ---------------- | ------------------- | ------- | ------- | ------- | ------------------- |
| 29 de agosto     | Quimsa              | 94      | -       | 80      | Asociación Italiana |
| 29 de agosto     | Asociación Española | 75      | -       | 101     | Ciclista Olímpico   |
| 31 de agosto     | Asociación Italiana | 76      | -       | 90      | Quimsa              |
| 31 de agosto     | Ciclista Olímpico   | 93      | -       | 65      | Asociación Española |
| 3 de septiembre  | Quimsa              | 105     | -       | 56      | Asociación Española |
| 3 de septiembre  | Asociación Italiana | 85      | -       | 82      | Ciclista Olímpico   |
| 5 de septiembre  | Quimsa              | 95      | -       | 69      | Ciclista Olímpico   |
| 5 de septiembre  | Asociación Italiana | 96      | -       | 98      | Asociación Española |
| 9 de septiembre  | Asociación Española | 66      | -       | 76      | Quimsa              |
| 9 de septiembre  | Ciclista Olímpico   | 106     | -       | 72      | Asociación Italiana |
| 11 de septiembre | Ciclista Olímpico   | 74      | -       | 86      | Quimsa              |
| 12 de septiembre | Asociación Española | 84      | -       | 70      | Asociación Italiana |

### Grupo 4
| Equipo                  | Pts | PG | PP | TF  | TC  | Dif |
| ----------------------- | --- | -- | -- | --- | --- | --- |
| San Martín (Corrientes) | 10  | 4  | 2  | 452 | 438 | +14 |
| La Unión (Colón)        | 9   | 3  | 3  | 461 | 420 | +41 |
| Regatas Corrientes      | 9   | 3  | 3  | 440 | 451 | –11 |
| Oberá Tenis Club        | 8   | 2  | 4  | 472 | 516 | –44 |

|  | Clasificado a la siguiente fase |

| Fecha            |                    | Partido | Partido | Partido |                    |
| ---------------- | ------------------ | ------- | ------- | ------- | ------------------ |
| 29 de agosto     | Regatas Corrientes | 76      | -       | 72      | La Unión           |
| 29 de agosto     | Oberá              | 90      | -       | 85      | San Martín (C)     |
| 31 de agosto     | La Unión           | 75      | -       | 58      | Regatas Corrientes |
| 31 de agosto     | San Martín (C)     | 82      | -       | 77      | Oberá              |
| 3 de septiembre  | Regatas Corrientes | 96      | -       | 75      | Oberá              |
| 3 de septiembre  | La Unión           | 63      | -       | 67      | San Martín (C)     |
| 5 de septiembre  | Regatas Corrientes | 72      | -       | 71      | San Martín (C)     |
| 5 de septiembre  | La Unión           | 95      | -       | 64      | Oberá              |
| 9 de septiembre  | Oberá              | 87      | -       | 73      | Regatas Corrientes |
| 9 de septiembre  | San Martín (C)     | 76      | -       | 71      | La Unión           |
| 11 de septiembre | Oberá              | 79      | -       | 85      | La Unión           |
| 11 de septiembre | San Martín (C)     | 71      | -       | 65      | Regatas Corrientes |

### Grupo 5
| Equipo             | Pts | PG | PP | TF  | TC  | Dif |
| ------------------ | --- | -- | -- | --- | --- | --- |
| Peñarol            | 11  | 5  | 1  | 458 | 423 | +35 |
| Quilmes            | 9   | 3  | 3  | 437 | 426 | +11 |
| Ciclista Juninense | 9   | 3  | 3  | 401 | 425 | –24 |
| Argentino (Junín)  | 7   | 1  | 5  | 371 | 398 | –27 |

|  | Clasificado a la siguiente fase |

| Fecha            |                    | Partido | Partido | Partido |                    |
| ---------------- | ------------------ | ------- | ------- | ------- | ------------------ |
| 29 de agosto     | Peñarol            | 67      | -       | 58      | Argentino (J)      |
| 29 de agosto     | Ciclista Juninense | 70      | -       | 69      | Quilmes            |
| 31 de agosto     | Argentino (J)      | 66      | -       | 69      | Peñarol            |
| 31 de agosto     | Quilmes            | 68      | -       | 75      | Ciclista Juninense |
| 2 de septiembre  | Peñarol            | 79      | -       | 70      | Ciclista Juninense |
| 3 de septiembre  | Argentino (J)      | 50      | -       | 59      | Quilmes            |
| 5 de septiembre  | Peñarol            | 92      | -       | 85      | Quilmes            |
| 5 de septiembre  | Argentino (J)      | 62      | -       | 67      | Ciclista Juninense |
| 9 de septiembre  | Quilmes            | 73      | -       | 68      | Argentino (J)      |
| 9 de septiembre  | Ciclista Juninense | 61      | -       | 80      | Peñarol            |
| 11 de septiembre | Ciclista Juninense | 63      | -       | 67      | Argentino (J)      |
| 11 de septiembre | Quilmes            | 83      | -       | 71      | Peñarol            |

### Grupo 6
| Equipo            | Pts | PG | PP | TF  | TC  | Dif |
| ----------------- | --- | -- | -- | --- | --- | --- |
| Gimnasia (CR)     | 11  | 5  | 1  | 432 | 418 | +14 |
| Independiente (N) | 9   | 3  | 3  | 458 | 456 | +2  |
| Estudiantes (BB)  | 8   | 2  | 4  | 417 | 419 | –2  |
| El Nacional (MH)  | 8   | 2  | 4  | 461 | 483 | –22 |

|  | Clasificado a la siguiente fase |

| Fecha            |                   | Partido | Partido | Partido |                   |
| ---------------- | ----------------- | ------- | ------- | ------- | ----------------- |
| 29 de agosto     | Estudiantes (BB)  | 83      | -       | 67      | Independiente (N) |
| 29 de agosto     | Gimnasia (CR)     | 82      | -       | 71      | El Nacional (MH)  |
| 31 de agosto     | Independiente (N) | 65      | -       | 54      | Estudiantes (BB)  |
| 31 de agosto     | El Nacional (MH)  | 79      | -       | 55      | Gimnasia (CR)     |
| 3 de septiembre  | Estudiantes (BB)  | 58      | -       | 66      | Gimnasia (CR)     |
| 3 de septiembre  | Independiente (N) | (86) 99 | -       | 94 (86) | El Nacional (MH)  |
| 5 de septiembre  | Estudiantes (BB)  | 82      | -       | 71      | El Nacional (MH)  |
| 5 de septiembre  | Independiente (N) | 70      | -       | 79      | Gimnasia (CR)     |
| 9 de septiembre  | Gimnasia (CR)     | 76      | -       | 74      | Estudiantes (BB)  |
| 9 de septiembre  | El Nacional (MH)  | 72      | -       | 91      | Independiente (N) |
| 11 de septiembre | Gimnasia (CR)     | 74      | -       | 66      | Independiente (N) |
| 11 de septiembre | El Nacional (MH)  | 74      | -       | 66      | Estudiantes (BB)  |

### Grupo 7
| Equipo                 | Pts | PG | PP | TF  | TC  | Dif |
| ---------------------- | --- | -- | -- | --- | --- | --- |
| Obras Sanitarias       | 12  | 6  | 0  | 516 | 422 | +94 |
| Pedro Echagüe          | 10  | 4  | 2  | 419 | 435 | –16 |
| Belgrano (San Nicolás) | 8   | 2  | 4  | 435 | 453 | –18 |
| Firmat FBC             | 6   | 0  | 6  | 394 | 454 | –60 |

|  | Clasificado a la siguiente fase |

| Fecha            |               | Partido | Partido | Partido |               |
| ---------------- | ------------- | ------- | ------- | ------- | ------------- |
| 29 de agosto     | Firmat FBC    | 70      | -       | 82      | Belgrano (SN) |
| 29 de agosto     | Pedro Echagüe | 67      | -       | 85      | Obras         |
| 31 de agosto     | Belgrano (SN) | 74      | -       | 66      | Firmat FBC    |
| 31 de agosto     | Obras         | 99      | -       | 69      | Pedro Echagüe |
| 3 de septiembre  | Firmat FBC    | 61      | -       | 70      | Pedro Echagüe |
| 3 de septiembre  | Belgrano (SN) | 68      | -       | 79      | Obras         |
| 5 de septiembre  | Firmat FBC    | 72      | -       | 77      | Obras         |
| 5 de septiembre  | Belgrano (SN) | 72      | -       | 76      | Pedro Echagüe |
| 9 de septiembre  | Pedro Echagüe | 66      | -       | 55      | Firmat FBC    |
| 9 de septiembre  | Obras         | 91      | -       | 76      | Belgrano (SN) |
| 11 de septiembre | Obras         | 85      | -       | 70      | Firmat FBC    |
| 11 de septiembre | Pedro Echagüe | 71      | -       | 63      | Belgrano (SN) |

### Grupo 8
| Equipo              | Pts | PG | PP | TF  | TC  | Dif |
| ------------------- | --- | -- | -- | --- | --- | --- |
| Boca Juniors        | 11  | 5  | 1  | 482 | 405 | +77 |
| Lanús               | 11  | 5  | 1  | 499 | 455 | +44 |
| Central Entrerriano | 7   | 1  | 5  | 472 | 513 | –41 |
| Gimnasia (LP)       | 7   | 1  | 5  | 402 | 479 | –77 |

|  | Clasificado a la siguiente fase |

| Fecha            |                     | Partido | Partido | Partido |                     |
| ---------------- | ------------------- | ------- | ------- | ------- | ------------------- |
| 29 de agosto     | Boca Juniors        | 83      | -       | 79      | Central Entrerriano |
| 29 de agosto     | Lanús               | 74      | -       | 72      | Gimnasia LP         |
| 31 de agosto     | Central Entrerriano | (68) 76 | -       | 84 (68) | Boca Juniors        |
| 31 de agosto     | Gimnasia LP         | 72      | -       | 84      | Lanús               |
| 3 de septiembre  | Boca Juniors        | 81      | -       | 64      | Lanús               |
| 3 de septiembre  | Central Entrerriano | 78      | -       | 84      | Gimnasia LP         |
| 5 de septiembre  | Boca Juniors        | 75      | -       | 48      | Gimnasia LP         |
| 5 de septiembre  | Central Entrerriano | 66      | -       | 97      | Lanús               |
| 9 de septiembre  | Lanús               | 86      | -       | 71      | Boca Juniors        |
| 9 de septiembre  | Gimnasia LP         | 71      | -       | 80      | Central Entrerriano |
| 11 de septiembre | Lanús               | 94      | -       | 93      | Central Entrerriano |
| 11 de septiembre | Gimnasia LP         | 55      | -       | 88      | Boca Juniors        |

## Segunda fase
La segunda fase tuvo lugar entre el 15 y 19 de septiembre. La disputaron los ganadores de los ocho grupos de la primera fase agrupados en cuatro parejas.
Serie 1
| Equipo   | Partidos | Partidos | Partidos | Serie |
| -------- | -------- | -------- | -------- | ----- |
| Libertad | 77       | 57       | -        | 0     |
| Atenas   | 108      | 68       | -        | 2     |

Serie 2
| Equipo                  | Partidos | Partidos | Partidos | Serie |
| ----------------------- | -------- | -------- | -------- | ----- |
| San Martín (Corrientes) | 61       | 66       | -        | 0     |
| Quimsa                  | 76       | 84       | -        | 2     |

Serie 3
| Equipo        | Partidos | Partidos | Partidos | Serie |
| ------------- | -------- | -------- | -------- | ----- |
| Gimnasia (CR) | 64       | 60       | -        | 0     |
| Peñarol       | 81       | 77       | -        | 2     |

Serie 4
| Equipo           | Partidos | Partidos | Partidos | Serie |
| ---------------- | -------- | -------- | -------- | ----- |
| Boca Juniors     | 77       | 76       | -        | 2     |
| Obras Sanitarias | 75       | 65       | -        | 0     |

## Cuadrangular final
| Equipo       | PG | PP | TF  | TC  | Dif  |
| ------------ | -- | -- | --- | --- | ---- |
| Atenas       | 3  | 0  | 260 | 227 | + 33 |
| Quimsa       | 2  | 1  | 262 | 267 | - 5  |
| Peñarol      | 1  | 2  | 261 | 262 | - 1  |
| Boca Juniors | 0  | 3  | 230 | 257 | - 27 |

| Fecha            | Hora  |         | Partido | Partido | Partido |              |
| ---------------- | ----- | ------- | ------- | ------- | ------- | ------------ |
| 26 de septiembre | 19:00 | Quimsa  | 80      | -       | 77      | Boca Juniors |
| 26 de septiembre | 22:00 | Atenas  | 79      | -       | 75      | Peñarol      |
| 27 de septiembre | 19:00 | Atenas  | 92      | -       | 79      | Quimsa       |
| 27 de septiembre | 22:00 | Peñarol | 88      | -       | 80      | Boca Juniors |
| 28 de septiembre | 19:00 | Quimsa  | 103     | -       | 98      | Peñarol      |
| 28 de septiembre | 22:00 | Atenas  | 89      | -       | 73      | Boca Juniors |

Atenas

Campeón

Primer título

## Plantel campeón
- Bruno Lábaque
- Andre Laws
- Juan Manuel Locatelli
- Leonardo Gutiérrez
- Djibril Kanté
- Cristian Romero
- Juan Pablo Figueroa
- Federico Ferrini
- Bruno Barovero

DT: Ruben Magnano.